# Pediobius metallicus
Pediobius metallicus (лат.) — вид паразитических наездников из семейства Eulophidae отряда перепончатокрылые насекомые. Европа, Азия, Северная Америка, Новая Зеландия. Мелкие насекомые (около 1 мм). Переднеспинка с шейкой, отграниченной килем (поперечным гребнем). Щит среднеспинки с развитыми изогнутыми парапсидальными бороздками. Ассоциированы с двукрылыми семейств Agromyzidae, Anthomyiidae, Cecidomyiidae, Chloropidae, пилильщиками Tenthredinidae, бабочками Elachistidae, Gracillariidae, Nepticulidae, Pyralidae, Tortricidae, Agromyzidae, Anthomyiidae, Agromyzidae, Anthomyiidae и муравьями Formica aquilonia (Formicidae). Вторичными хозяевами являются паразитоиды-наездники Braconidae, Eulophidae, Ichneumonidae, Pteromalidae.
Вид был впервые описан в 1834 году немецким зоологом Христианом Готфрид Даниэлем Нес фон Эзенбеком под названием Eulophus metallicus Nees, 1834 и впоследствии переописан более десятка раз (о чём свидетельствует его обширный список синонимов).

## Список растений
Обнаружен на следующих видах растений
- Aquifoliaceae
  - Ilex aquifolium
- Asteraceae
  - Cynara scolymus
  - Leontodon sp.
  - Sonchus sp.
  - Sonchus arvensis
  - Sonchus oleraceus
- Betulaceae
  - Betula pendula
  - Betula pubescens
- Caprifoliaceae
  - Lonicera sp.
  - Lonicera periclymenum
- Chenopodiaceae
  - Spinacia oleracea
- Fabaceae
  - Crotalaria laburnifolia
  - Dorycnium pentaphyllum
  - Medicago sativa
  - Retama sphaerocarpa
  - Tetragonolobus siliquosus
- Iridaceae
  - Iris pseudacorus
- Oleaceae
  - Phillyrea sp.
  - Phillyrea latifolia
- Poaceae
  - Glyceria maxima
  - Holcus sp.
  - Milium effusum
  - Sorghum vulgare
- Primulaceae
  - Primula veris
- Ranunculaceae
  - Ranunculus flammula
- Salicaceae
  - Populus sp.
  - Salix sp.
  - Salix alba
  - Salix rubens
  - Salix viminalis
- Tamaricaceae
  - Tamarix canariensis